# Tafulla
La tafulla (de l'àrab taḥwila, 'peça de terra') és una unitat de superfície agrària usada a la part meridional del País Valencià, d'origen àrab. Al llarg de l'època medieval era general als territoris on a les hortes romangué la població musulmana, com demostra el nom del municipi Altafulla. Aquesta mesura és de dimensions variables entre territoris, perquè a la zona de Múrcia equival a 1118m2 i a Elx, 953m2. Açò es dona perquè en l'època de repartiment de terres arran de la conquesta cristiana es va decidir per aquest criteri arbitrari com a solució davant la qualitat desigual de la terra.
El manteniment de la tafulla com a mesura agrària al sud valencià es remunta al 1304, any de la sentència Arbitral de Torrellas en què s'annexaven els territoris actualment al sud de la línia Biar-Busot, que formaven part del Regne de Múrcia, en aquell temps anomenades com a «dellà Xixona». Malgrat que els furs de València van ser imposats per part de Jaume II, l'extensió dels seus termes i la seua proximitat amb el regne de Granada, així com la condició portuària d'Alacant, van motivar la institució d'una sèrie de franqueses o privilegis, entre els quals es trobà el fet de no tornar a mesurar les terres donades als pobladors d'Oriola, fet que causaria un desajustament legal i fiscal amb els propietaris, que es va fer extensiu a la resta de territoris, amb l'excepció d'Elx, que tardaria uns anys ser-li concedit aquest privilegi per la seua condició de senyoriu privat. El manteniment de la mesura de la tafulla fou un d'aquests privilegis, que actuaven com a excepcions al codi imposat pels nous furs de València i un manteniment de la tradició dels furs de Múrcia anteriors.
A més de a Múrcia, la tafulla es manté en algunes parts de Castella - la Manxa.